# الانتخابات الرئاسية الأوزبكية 2023
أُجريت انتخابات رئاسية مبكرة في أوزبكستان في 9 يوليو 2023. وكانت الدعوة لإجراء انتخابات مبكرة قد جاءت بعد الموافقة على الاستفتاء الدستوري حيث جرى إعادة تحديد الفترة الرئاسية، مما يُمَكِّن للرئيس شوكت ميرضيايف أن يخدم فترتين أخريين كل منهما سبع سنوات.

## خلفية
أُجري استفتاء دستوري في أوزبكستان في 30 أبريل 2023. لاستطلاع رأي الشعب حول تعديلات دستورية مُقترحة.
وافق البرلمان على الاستفتاء في 15 مارس 2023. وحصلت التعديلات في الاستفتاء على أكثر من 90% من التأييد.
تشترط تشريعات أوزبكستان مشاركة 33% على الأقل من الناخبين المؤهلين في الانتخابات الرئاسية، وإلا فإن الانتخابات تكون باطلة. كما ينص القانون على إجراء جولة ثانية إذا لم يحصل أي من المرشحين على أكثر من 50% من الأصوات في الجولة الأولى.

## المرشحون
| الاسم وسنة الميلاد والحزب                                                                      | الاسم وسنة الميلاد والحزب | مناصب سياسية | تاريخ التسجيل |
| ---------------------------------------------------------------------------------------------- | ------------------------- | --- | ------------- |
| عبد الشكور حمزاييف (1973) حزب بيئي                                                             |                           | رئيس اللجنة التنفيذية للمجلس المركزي للحزب البيئي في أوزبكستان (منذ عام 2022) نائب رئيس اللجنة التنفيذية للمجلس المركزي للحزب البيئي (منذ عام 2023) | 11 مايو 2023  |
| ألغ بك عينياتوف (1962) الحزب الشعبي الديمقراطي                                                 |                           | وزير التربية الوطنية (2013 -2018 ) رئيس الحزب الشعبي الديمقراطي (منذ 2019)                                                                          | 12 مايو 2023  |
| روباخون محمودوفا (1968) حزب العدالة الاجتماعي الديمقراطي                                       |                           | النائب الأول لرئيس المحكمة العليا لأوزبكستان (منذ 2020)                                                                                             | 12 مايو 2023  |
| شوكت ميرضيايف (1957) مستقل (مقترح مِن الحزب الديمقراطي الليبرالي وحزب النهضة الوطني الديمقراطي) |                           | رئيس أوزبكستان (منذ 2016) رئيس وزراء أوزبكستان (2003-2016)                                                                                          | 12 مايو 2023  |

## النتائج
أُعيد انتخاب الرئيس الأوزبكستاني شوكت ميرضيايف بنسبة 87.05% من الأصوات في 9 يوليو، حسبما قالت لجنة الانتخابات المركزية في البلاد في 10 يوليو، مستشهدة بالنتائج الأولية. وفي الإعلان عن النتائج الأولية للانتخابات الرئاسية في إيجاز قدمه رئيس لجنة الانتخابات المركزية في أوزبكستان، زين الدين نظام خوجايف ذكر أنه قد شارك في الانتخابات أكثر من 15 مليون ناخب.
| المرشح  | المرشح             | الحزب                            |
| ------- | ------------------ | -------------------------------- |
|         | شوكت ميرضيايف      | مستقل                            |
|         | ألغ بك عينياتوف    | الحزب الشعبي الديمقراطي          |
|         | روباخون محمودوفا   | حزب العدالة الاجتماعي الديمقراطي |
|         | عبد الشكور حمزاييف | الحزب البيئي                     |
| المجموع |                    |                                  |

## ما بعد الانتخابات

### ردود الفعل

#### دوليًا
- كازاخستان - كان رئيس كازاخستان قاسم جومارت توكاييف أول من هنَّأ نظيره بالفوز. ووصف الرئيس توكاييف نتائج الانتخابات الرئاسية بأنها دليل على دعم الشعب لسياسة الرئيس الحالي التي تهدف إلى تأكيد التنمية المستدامة، والاستقرار والتقدم للأوزبك، وفق ما صرحت به إدارة الإعلام.[16]
- روسيا - هنَّأ الرئيس الروسي فلاديمير بوتين الرئيس ميرضيايف في رسالة نُشرت على موقع الكرملن. "هذا النصر الانتخابي يؤكد سُلطتك السياسية العُليا، ويُشير إلى الدعم الشعبي الكبير لسياستك في التغيير".[17]
- الصين - هنَّأ شي جين بينغ الرئيس ميرضيايف وامتدح قيادته. حيث قال: "أتطلع للعمل معك لنشر التنمية المسترة للشراكة الاستراتيجية الصينية-الأوزبكية...".[17]

#### المراقبون
- قال مكتب المؤسسات الديمقراطية وحقوق الإنسان (ODIHR) إن المنتخبين "يفتقرون إلى المنافسة السياسية الحقيقية على الرغم من بعض الجهود المبذولة للإصلاح". ذكر تقريرهم "مؤشرات على حشو صناديق الاقتراع بالإضافة إلى العديد من الملاحظات حول التوقيعات التي تبدو متطابقة على قوائم الناخبين"، مشيرًا إلى أنه "لم ينتقد أي من المرشحين المسجلين الرئيس الحالي علنًا أو يقدم آراء سياسية بديلة وظلت الحملة منخفضة طوال الوقت، فيما أشار المراقبون إلى أن الأحداث غالبًا ما كانت مدبرة".[18]